# Médaille «Pour le soutien aux Forces Armées d'Ukraine»
L'Insigne d'encouragement du Ministère de la Défense d'Ukraine — Médaille «Pour le soutien aux Forces Armées d'Ukraine» faisait partie du système de distinctions du Ministère de la Défense d'Ukraine en vigueur jusqu'en 2012. La remise de cette médaille a été rétablie en 2015.

## Histoire de la médaille
- La Médaille «Pour le soutien aux Forces Armées d'Ukraine» a été établie par l'ordre du Ministre de la Défense d'Ukraine en date du 20 mai, 2003, n° 142[1],[2]. En raison du non-respect des formalités, cet ordre a été annulé à la demande du Ministère de la Justice d'Ukraine[2]. L'insigne a été rétabli par l'ordre du Ministre de la Défense Anatoliy Hrytsenko le 12 décembre, 2005, n° 737.
- Des modifications à l'ordre n° 737 ont été apportées par l'ordre du Ministre de la Défense du 1er novembre, 2010, n° 555[3].
- Le 30 mai 2012, le Président de l'Ukraine Viktor Yanukovych a signé un décret approuvant de nouvelles dispositions sur les distinctions ministérielles et a chargé les ministres et commandants militaires de réviser et de modifier les distinctions existantes[4]. Pendant 2012-2013, le Ministère de la Défense d'Ukraine a développé un nouveau système de distinctions[5], qui n'incluait pas la Médaille «Pour le soutien aux Forces Armées d'Ukraine».
- À partir du 9 décembre, 2015, conformément à l'ordre du Ministère de la Défense d'Ukraine n° 705 "Sur les modifications à l'ordre du Ministère de la Défense d'Ukraine n° 165 du 11 mars 2013", la médaille «Pour le soutien aux Forces Armées d'Ukraine» a de nouveau été remise[6].

## Réglementation de l'insigne
- L'Insigne d'encouragement du Ministère de la Défense d'Ukraine — Médaille «Pour le soutien aux Forces Armées d'Ukraine» est décerné aux militaires des formations créées conformément à la législation ukrainienne (à l'exception des militaires des Forces Armées d'Ukraine), aux employés des Forces Armées d'Ukraine, ainsi qu'à d'autres personnes pour leur contribution personnelle significative au développement des Forces Armées d'Ukraine.
- La décoration est attribuée par ordre du Ministre de la Défense d'Ukraine (par composition personnelle).
- Les propositions de distinction sont soumises conformément à la législation en vigueur de l'Ukraine.
- Le médaillé reçoit la médaille et un certificat.
- En cas de perte ou de détérioration, aucun duplicata n'est délivré.
- Après la mort du médaillé, la médaille et le certificat restent dans la famille en tant que souvenir.

## Description de l'insigne
- L'Insigne d'encouragement du Ministère de la Défense d'Ukraine — Médaille «Pour le soutien aux Forces Armées d'Ukraine» est en métal blanc et représente une étoile radieuse à huit branches. Au centre de l'étoile se trouve une croix équilatérale droite en métal jaune avec des extrémités évasées, recouverte d'émail pourpre. Au centre de la croix, sur un médaillon rond recouvert d'émail bleu, figure le Symbole de l'État princier de Volodymyr le Grand (le petit Emblème d'État de l'Ukraine). La croix est superposée à deux branches de laurier en métal jaune.
- Le revers de la médaille est plat avec l'inscription «Pour le soutien aux Forces Armées d'Ukraine» et un numéro gravé.
- Toutes les images et inscriptions sont en relief. La taille de la médaille est de 38 mm.
- La médaille est attachée par une bague à un fermoir rectangulaire en métal blanc recouvert de ruban. Dimensions du fermoir : hauteur — 42 mm, largeur — 28 mm. Le fermoir possède une épingle pour fixer la médaille sur les vêtements.
- Le ruban de la médaille est en soie jaune avec une bande pourpre longitudinale au centre. La largeur du ruban est de 28 mm, et celle de la bande pourpre est de 10 mm.
- La barrette de la médaille est une plaque métallique recouverte du ruban correspondant. Dimensions : hauteur — 12 mm, largeur — 28 mm.

## Port de l'insigne
La médaille est portée du côté gauche de la poitrine et, en présence de l'Insigne d'encouragement du Ministère de la Défense d'Ukraine.